# Турановац
Турановац је насељено место у саставу општине Лукач у Вировитичко-подравској жупанији, Република Хрватска.

## Историја
До територијалне реорганизације у Хрватској налазио се у саставу старе општине Вировитица.

## Становништво
На попису становништва 2011. године, Турановац је имао 695 становника.

## Попис1991.
На попису становништва 1991. године, насељено место Турановац је имало 887 становника, следећег националног састава:
| Попис 1991.‍  | Попис 1991.‍  | Попис 1991.‍ | Попис 1991.‍ | Попис 1991.‍ |
| ------------ | ------------ | ----------- | ----------- | ----------- |
|              |              |             |             |             |
| Хрвати       | Хрвати       |             | 846         | 95,37%      |
| Срби         | Срби         |             | 9           | 1,01%       |
| Југословени  | Југословени  |             | 2           | 0,22%       |
| Мађари       | Мађари       |             | 1           | 0,11%       |
| Македонци    | Македонци    |             | 1           | 0,11%       |
| остали       | остали       |             | 1           | 0,11%       |
| неопредељени | неопредељени |             | 2           | 0,22%       |
| непознато    | непознато    |             | 25          | 2,81%       |
| укупно: 887  |              |             |             |             |